# Công ước Viên về bảo vệ tầng ôzôn
Công ước Vienna về bảo vệ tầng ôzôn là một thỏa thuận môi trường đa phương được ký năm 1985, cung cấp khuôn khổ cho việc giảm thiểu sản xuất chlorofluorocarbon (CFC) do tác hại của chúng trong việc phá hủy tầng ozôn, dẫn đến tăng nguy cơ ung thư da.

## Lý lịch
Trong những năm 1970, nghiên cứu chỉ ra rằng chlorofluorocarbon nhân tạo (CFC) phá hủy các phân tử ozôn trong tầng thượng khí quyển. CFC là các phân tử ổn định bao gồm cacbon, flo và clo được sử dụng rộng rãi trong các sản phẩm như tủ lạnh. Các mối đe dọa liên quan đến giảm ozôn đã đẩy vấn đề này lên hàng đầu trong các vấn đề khí hậu toàn cầu và được thúc đẩy thông qua các tổ chức như Tổ chức Khí tượng Thế giới và Liên Hợp Quốc. Công ước Vienna đã được thống nhất tại Hội nghị Vienna năm 1985 và có hiệu lực vào năm 1988. Công ước Vienna là khuôn khổ cần thiết để tạo ra các biện pháp điều chỉnh dưới hình thức Nghị định thư Montreal.
Về tính phổ quát, đây là một trong những công ước thành công nhất mọi thời đại, đã được 197 quốc gia (tất cả các thành viên Liên Hợp Quốc cũng như Tòa thánh, Niue và Quần đảo Cook) cũng như Liên minh châu Âu phê chuẩn. Mặc dù không phải là một thỏa thuận bắt buộc, nó hoạt động như một khuôn khổ cho các nỗ lực quốc tế để bảo vệ tầng ozôn; tuy nhiên, nó không bao gồm các mục tiêu giảm ràng buộc về mặt pháp lý đối với việc sử dụng CFC, các tác nhân hóa học chính gây ra sự suy giảm tầng ozôn. 

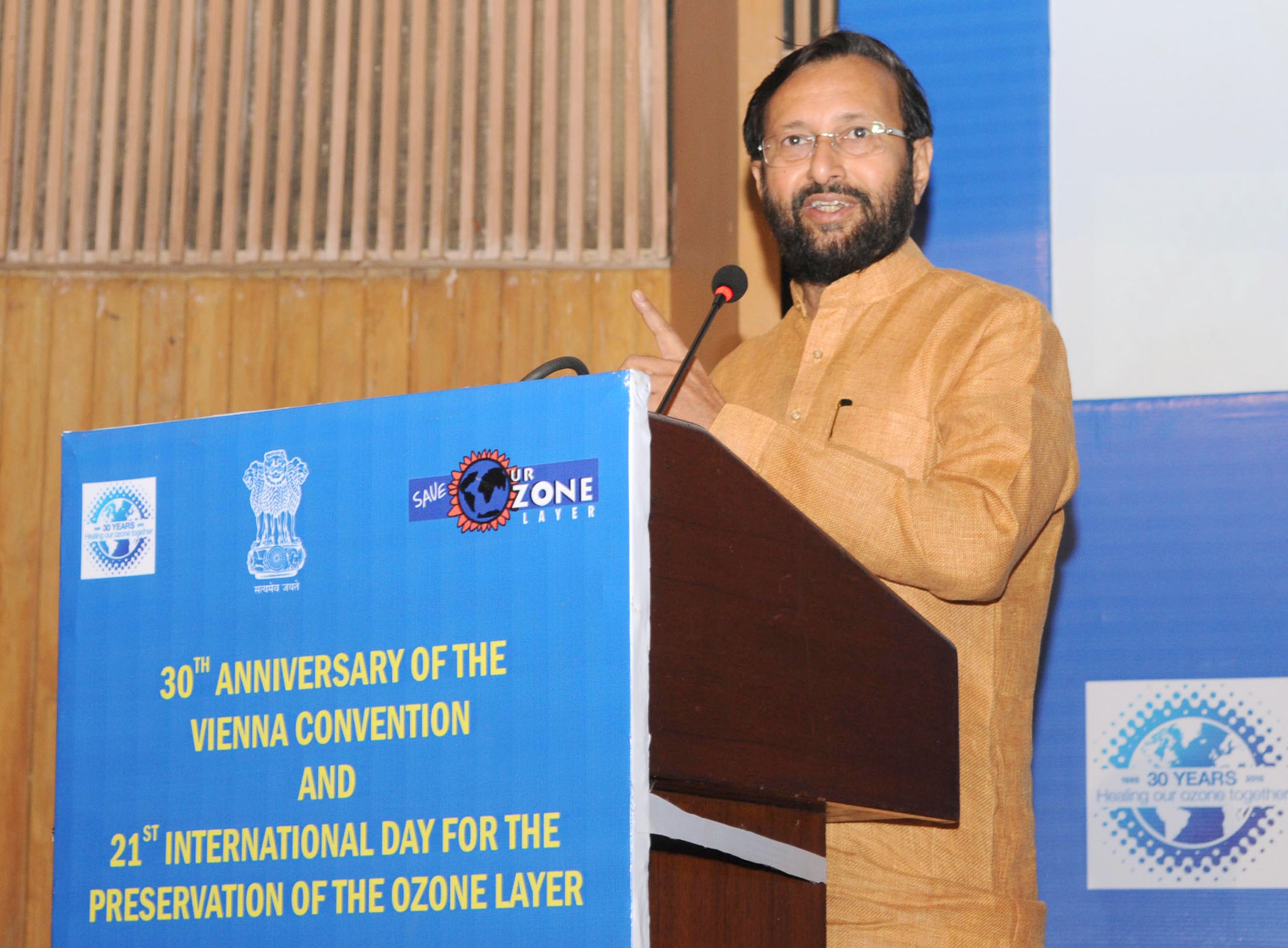
Bộ trưởng Bộ Môi trường, Rừng và Biến đổi Khí hậu Ấn Độ, Shri Prakash Javadekar, phát biểu tại Ngày Quốc tế bảo vệ tầng ozôn lần thứ 21 về và kỷ niệm 30 năm Công ước Viên về Bảo vệ tầng Ozone, tại New Delhi vào ngày 16 tháng 9 năm 2015.

## Điều khoản
Các điều khoản của hiệp ước bao gồm việc chia sẻ quốc tế về khí hậu và nghiên cứu khí quyển để thúc đẩy kiến thức về các tác động lên tầng ozôn. Ngoài ra, hiệp ước kêu gọi thông qua các cơ quan quốc tế để đánh giá tác động có hại khi ozôn bị cạn kiệt và thúc đẩy các chính sách điều chỉnh việc sản xuất các chất có hại ảnh hưởng đến tầng ozôn. Một trong những kết quả của Công ước Vienna là thành lập một nhóm chuyên gia về khí quyển của chính phủ được gọi là Cuộc họp của các nhà quản lý nghiên cứu ôzôn, đánh giá sự suy giảm ôzôn và nghiên cứu biến đổi khí hậu và đưa ra báo cáo cho COP. Ngoài ra, COP sử dụng dữ liệu được đánh giá để đề xuất các chính sách mới nhằm hạn chế lượng khí thải CFC.
Hiện tại, COP (Hội nghị các bên ký kết) họp ba năm một lần và phối hợp với thời gian của một cuộc họp tương tự được thực hiện theo Nghị định thư Montreal. Ban Thư ký Ôzôn có chức năng là quản trị viên của COP, MOP (Hội nghị các bên ký kết Montreal) và các nhóm làm việc kết thúc mở giúp tạo điều kiện thuận lợi cho các chức năng theo quy ước. Một Quỹ đa phương được lập ra để hỗ trợ các quốc gia đang phát triển chuyển đổi từ các hóa chất làm suy giảm tầng ozôn bằng cách sử dụng các hướng dẫn theo công ước, được quản lý bởi Ban Thư ký Quỹ Đa phương. Quỹ đa phương đã hỗ trợ hàng ngàn dự án tại gần 150 quốc gia, ngăn chặn việc sử dụng khoảng 250.000 tấn hóa chất làm suy giảm tầng ozôn.